# Estàtua de la Llibertat (Mytilene)
L'Estàtua de la Llibertat és una estàtua de bronze aixecada al port de Mitilene a l'illa de Lesbos, a Grècia. L'estàtua va ser feta per escultor grec Gregorios Zevgolis i es basa en un disseny del pintor local Georgios Jakobides. Es va fer a Alemanya el 1922, i aixecada i dedicada a Mytilene el 1930. L'estàtua i la seva base fan 15 metres d'altura.